# Дапкунайте, Ингеборга
Ингебо́рга Эдмундовна Дапку́найте (лит. Ingeborga Dapkūnaitė; род. 20 января 1963, Вильнюс, Литовская ССР, СССР) — советская и литовская актриса театра, кино и телевидения, телеведущая. Обладательница премии «Ника» 1995 года за лучшую женскую роль.

## Биография

### Юность
Родилась 20 января 1963 года в Вильнюсе.
Отец Пятрас-Эдмундас Дапкунас был дипломатом, а мать Ингеборга Дапкунене (до брака — Сабалите) — метеорологом. Родители долгое время работали в Москве, а дочь приезжала к ним на каникулы. В Вильнюсе Дапкунайте оставалась на попечении бабушки с дедушкой, а также тёти и дяди (музыкантов в оркестре). Любовь к искусству, по словам Дапкунайте, привила ей бабушка, всю свою жизнь проработавшая в театре оперы и балета.
В четыре года по протекции бабушки Геновайте Сабалене, администратора вильнюсского Театра оперы и балета, впервые вышла на сцену в роли сына мадам Баттерфляй в постановке оперы Пуччини «Чио-Чио-сан». После «оперного дебюта» драматическое искусство поначалу казалось Дапкунайте не таким интересным ввиду отсутствия танцев, песен и музыки. К тому же детство и юность прошли с нацеленностью скорее на спортивную карьеру: не без успехов занималась фигурным катанием и баскетболом — национальным видом спорта. Состояла в комсомоле.
На горе Таурас — недалеко от дома, где жила — располагался Вильнюсский Дворец профсоюзов, в котором была театральная студия, где она занималась в течение трёх лет.

### Начало карьеры
Сразу после школы поступила в Литовскую консерваторию (факультет хорового и театрального искусства, курс Йонаса Вайткуса). Также она собиралась поступать в институт иностранных языков, но в консерваторию экзамены были на месяц раньше.
После окончания консерватории в 1985 году начала работать актрисой в Каунасском драматическом театре, позже — в Молодёжном театре в Вильнюсе под руководством Эймунтаса Някрошюса. Кинодебют состоялся в 1984 году в фильме Раймундаса Баниониса «Моя маленькая жена».
В 1991 году начала работать в Лондонском театре — в спектакле «Ошибка речи» с Джоном Малковичем (реж. Саймон Стоукс).

### Личная жизнь
Первый муж — Арунас Сакалаускас, актёр и телеведущий.
Второй муж — Саймон Стоукс, британский театральный режиссёр. Развелись в 2009 году.
Третий муж — Дмитрий Владимирович Ямпольский (род. 1977). Развелись в 2017 году.
- Сын — Алекс (род. 2017)[8].

## Творческая деятельность

### Театральные работы
Каунасский драматический театр, Каунас
Режиссёр: Йонас Вайчкус
- «Приключение Макакёнка», роль — Макака мама
- «Уроки литературы» (по мотивам «Маленький принц», Экзюпери)
- «Антигона», роль — Антигона
- «Buried child», Шелли

Вильнюсский Молодёжный театр, Вильнюс
Режиссёр: Эймунтас Някрошюс
- «Голод»
- «Чайка», роль Нины
- «Нос», разные роли

Театр Steppenwolf, Чикаго
- «Ошибка речи» (играла вместе с Джоном Малковичем, режиссёр — Дасти Хьюг)

Театр Sheftesberry, Лондон
- «Ошибка речи»
- «Либра», в качестве режиссёра выступал Джон Малкович

Театр Hampstead, Лондон
- «После Дарвина», режиссёр — Линдсей Пошер
- «Лунный свет», роль Серены

Театр «Old Viс», Лондон
- «Клоака», режиссёр — Кевин Спейси

Театр Ronacher, Вена
- «Вариации Джакомо», режиссёр — М. Штурмингер; играла вместе с Джоном Малковичем.

В рамках мирового турне спектакль игрался в течение почти трёх лет на лучших сценах мира, в том числе и в Германии, России, Австрии, Австралии, Франции, Эквадоре, Испании и других странах мира.
Театр Ambassador, Лондон
- «Монологи Вагины», постановка Ив Энслер

Театр наций, Москва
- «Жанна», реж. Илья Ротенберг
- «Идиот», реж. Максим Диденко
- «Цирк», реж. Максим Диденко
- «Иранская конференция», реж. Виктор Рыжаков
- «Разбитый кувшин», реж. Тимофей Кулябин

### Работа на российском телевидении
В 2002 году снялась в клипе с Шурой Би-2 на композицию «Би-2» и Юлии Чичериной «Мой рок-н-ролл».
В 2005 году была ведущей русской версии реалити-шоу «Большой брат» на телеканале «ТНТ».
В 2006 году стала участницей проекта «Звёзды на льду», каталась в паре с Александром Жулиным.
В финале Конкурса песни «Евровидение» 2009 года, проходившего в России, объявляла баллы, которые получили участники конкурса путём голосования телезрителей.
Была гостьей программ «Прожекторперисхилтон», «На ночь глядя», «Вечерний Ургант», «Кино в деталях», «Смак» и т. д.
Снялась в таких телесериалах, как «Безумие» и «Беспринципные».

## Общественная позиция
Осудила вторжение России на Украину в 2022 году. Уехала из России, живёт в Брюсселе. Считает ошибкой, что не уехала из России в 2014 году после аннексии Крыма.

## Награды и номинации
- 1992 — «Золотой овен» — лучшая актриса года (фильм «Циники»).
- 1994 — Международный Женевский кинофестиваль — специальный приз жюри «Звезда завтрашнего дня» (фильм «Подмосковные вечера»).
- 1994 — премия «Ника» за лучшую женскую роль (фильм «Подмосковные вечера»).
- 2005 — «Астра» — номинация «Стиль в кино».
- 2014 — Премия имени Олега Янковского[14].
- 2019 — Благодарность Президента Российской Федерации (27 февраля 2019 года) — за заслуги в развитии культуры и искусства, многолетнюю плодотворную деятельность[15].

## Член жюри
- Программы «Синефондасьон» Каннского Кинофестиваля 2003 года.
- 55-го Международного Берлинского Кинофестиваля (2005 год).
- Международного Кинофестиваля в Мар-дель-Плате 2005 года.
- 67-го Венецианского кинофестиваля (2010 год).

## Благотворительность
Ингеборга Дапкунайте являлась сопредседателем попечительского совета московского благотворительного фонда помощи хосписам «Вера». По состоянию на 2024 год на официальном сайте фонда не значится в числе попечительского совета.
Продюсер спектакля «Прикасаемые» с участием слепоглухих людей, который является частью совместного проекта фонда «Со-единение» и Театра наций.
Состояла в попечительском совете фонда «Друзья». По состоянию на 2024 год на официальном сайте фонда отсутствует в списке членов команды.

## Фильмография
| Год          |     | Название                                                                           | Роль                                                             |
| ------------ | --- | ---------------------------------------------------------------------------------- | ---------------------------------------------------------------- |
| 1984         | ф   | Моя маленькая жена                                                                 | Ауксе                                                            |
| 1985         | ф   | Электронная бабушка                                                                | электронная бабушка                                              |
| 1985         | ф   | Зодиак                                                                             | девушка                                                          |
| 1985         | ф   | Ночные шёпоты                                                                      | Инга                                                             |
| 1986         | ф   | Игра хамелеона                                                                     | Вероника, дочь Сибилло                                           |
| 1987         | ф   | Воскресный день в аду                                                              | Ингеборга                                                        |
| 1987         | ф   | Загадочный наследник                                                               | Ася Ерихонова                                                    |
| 1987         | ф   | Стечение обстоятельств                                                             | Вероника Бергс                                                   |
| 1987         | ф   | 13-й апостол                                                                       | Мария                                                            |
| 1988         | ф   | Красный цвет папоротника                                                           | Кама-Бася Залевская                                              |
| 1988         | ф   | Осень, Чертаново…                                                                  | Мария Наварзина                                                  |
| 1989         | ф   | Интердевочка                                                                       | Кисуля, валютная проститутка                                     |
| 1989         | кор | Фа минор                                                                           | Катя                                                             |
| 1990         | ф   | Николай Вавилов                                                                    | Наталья Карловна Лемке, секретарь Николая Вавилова               |
| 1991         | ф   | Циники                                                                             | Ольга Константиновна                                             |
| 1992         | ф   | Хорошие парни / The Good Guys                                                      | Санда                                                            |
| 1993         | ф   | Роковая ложь: Миссис Ли Харви Освальд / Fatal Deception: Mrs. Lee Harvey Oswald    | Люба                                                             |
| 1993         | ф   | Аляска Кид                                                                         | Салли Банс                                                       |
| 1994         | ф   | Подмосковные вечера                                                                | Катя Измайлова (озвучивала Ирина Шмелёва)                        |
| 1994         | ф   | Утомлённые солнцем                                                                 | Маруся                                                           |
| 1996         | ф   | На опасной земле / On Dangerous Ground                                             | Аста                                                             |
| 1996         | ф   | Миссия невыполнима / Mission: Impossible                                           | шпионка Ханна Уильямс                                            |
| 1996         | ф   | Письма с востока / Letters from the East                                           | Мария / мать                                                     |
| 1997         | ф   | Семь лет в Тибете / Seven Years in Tibet                                           | Ингрид Харрер                                                    |
| 1999         | ф   | Солнечный ожог / Sunburn                                                           | Кэролин Крамер                                                   |
| 1999         | ф   | Секс и смерть / Sex 'n' Death                                                      | Шона                                                             |
| 2000         | ф   | Москва                                                                             | Маша                                                             |
| 2000         | с   | Ростов-папа                                                                        | Эля                                                              |
| 2002         | ф   | Война                                                                              | Маргарет                                                         |
| 2002         | ф   | Одиночество крови                                                                  | Мария                                                            |
| 2003         | ф   | Поцелуй жизни / Kiss of Life                                                       | Хелен                                                            |
| 2003         | с   | Главный подозреваемый 6: «Последний свидетель» / Prime Suspect 6: The Last Witness | Ясмина Блекич                                                    |
| 2003         | ф   | Шик                                                                                | Ася                                                              |
| 2004         | ф   | Зимняя жара / 25 degrés en hiver                                                   | Соня                                                             |
| 2005         | ф   | Ночной продавец                                                                    | жена хозяина магазина                                            |
| 2006         | ф   | По этапу                                                                           | Вера Тюнина                                                      |
| 2007         | ф   | Ганнибал: Восхождение / Hannibal Rising                                            | мать Ганнибала Лектера                                           |
| 2008         | ф   | Морфий                                                                             | Анна Николаевна                                                  |
| 2008         | ф   | Новая Земля                                                                        | Марта                                                            |
| 2009         | ф   | Прощальное дело / L'affaire Farewell                                               | Наташа                                                           |
| 2009         | ф   | Весельчаки                                                                         | Марго, мать Гены                                                 |
| 2009         | ф   | Доброволец                                                                         | Лена                                                             |
| 2009         | с   | Катя: Военная история                                                              | Мария Алексеевна Барсукова                                       |
| 2010         | ф   | Апельсиновый сок                                                                   | Даша                                                             |
| 2010         | ф   | Каденции                                                                           | Лиза                                                             |
| 2011—2014    | с   | Небесный суд                                                                       | Морфея                                                           |
| 2012         | с   | Валландер (серия «Псы Риги»)                                                       | Байба, вдова Лиепы                                               |
| 2012         | ф   | 30 ударов / 30 Beats                                                               | Элис, девушка по вызову                                          |
| 2012         | ф   | Москва 2017 / Branded                                                              | Дубчек                                                           |
| 2013         | с   | Шерлок Холмс                                                                       | миссис Хадсон                                                    |
| 2014         | с   | Григорий Р.                                                                        | императрица Александра Фёдоровна                                 |
| 2014         | ф   | Скорый «Москва — Россия»                                                           | Анна, проводница                                                 |
| 2015         | с   | Оккупированные / Okkupert                                                          | Ирина Сидорова                                                   |
| 2015         | кор | 8                                                                                  | Имя персонажа не указано                                         |
| 2016         | ф   | Художник убивает себя / Bloody Cakes                                               | Кларисса Штерн                                                   |
| 2016         | с   | Пьяная фирма                                                                       | Майкл Джексон                                                    |
| 2017 — н. в. | с   | Мост                                                                               | Инга Веермаа, детектив отдела убийств полиции Нарвы              |
| 2017         | ф   | Про любовь. Только для взрослых                                                    | Лиз                                                              |
| 2017         | ф   | Матильда                                                                           | Мария Фёдоровна                                                  |
| 2017         | ф   | Жанна                                                                              | Жанна                                                            |
| 2017         | ф   | Человек-паук: Возвращение домой / Spider-Man: Homecoming                           | Карен (интеллект костюма Человека-паука; озвучивание для России) |
| 2018         | ф   | Красный воробей / Red Sparrow                                                      | режиссёр балета                                                  |
| 2018         | с   | Инкубатор                                                                          | Имя персонажа не указано                                         |
| 2019         | ф   | Тёмная как ночь. Анна Каренина 2019                                                | Ирина, журналистка                                               |
| 2019         | ф   | Фея                                                                                | Ольга Яцук                                                       |
| 2019         | ф   | Союз спасения                                                                      | княгиня Бельская                                                 |
| 2019         | ф   | Человек-паук: Вдали от дома / Spider-Man: Far From Home                            | Э.Д.И.Т. (Доун Мишель Кинг; озвучивание для России)              |
| 2020         | с   | Беспринципные                                                                      | жена яхтсмена Ира                                                |
| 2021         | ф   | Рядом                                                                              | мать Киры                                                        |
| 2021         | с   | Сказки Пушкина. Для взрослых                                                       | продюсер и кинодива Рыбка (серия «Рыбка»)                        |
| 2022         | с   | Союз Спасения. Время гнева                                                         | княгиня Бельская (мать Анны Бельской)                            |
| 2025         | ф   | Главы государств                                                                   | белорусская фермерша                                             |